# Podkowa Leśna
Podkowa Leśna (prononciation : [pɔtˈkɔva ˈlɛɕna]) est une ville polonaise du powiat de Grodzisk Mazowiecki de la voïvodie de Mazovie dans le centre de la Pologne.
Elle forme une gmina urbaine (gmina miejska) du powiat de Grodzisk Mazowiecki, près de Varsovie.

## Histoire
Établie comme village au XIXe siècle, Podkowa Leśna reçoit le statut de ville en 1969.
De 1975 à 1998, la ville appartenait administrativement à la voïvodie de Varsovie.

## Structure du terrain
D'après les données de 2002, la superficie de la commune de Gostynin est de 10,1 km2, répartis comme tel :
- terres agricoles : 6 %
- forêts : 78 %

La commune représente 2,75 % de la superficie du powiat.

## Démographie
Données en 2009 :
| description        | Total  | Total | Femmes | Femmes | Hommes | Hommes |
| ------------------ | ------ | ----- | ------ | ------ | ------ | ------ |
| Unité              | Nombre | %     | Nombre | %      | Nombre | %      |
| population         | 3822   | 100   | 2031   | 53,1   | 1791   | 46,9   |
| Densité (hab./km²) | 378,4  | 378,4 | 201,1  | 201,1  | 201,1  | 201,1  |